# 카가와 쿄코
카가와 쿄코(일본어: 香川 京子, 1931년 12월 5일 ~ )는 일본의 배우이다.

## 출연 작품
- 더 패스: 라스트 데이즈 오브 더 사무라이 (2020)
- 오모테나시 (2018)
- 천사가 있는 도서관 (2017)
- 사일런트 푸어 (2014)
- 더 인터미션 (2013)
- 발라드 - 이름없는 사랑노래 (2009)
- 도쿄 랑데뷰 (2008)
- 자유연애 (2005)
- 천국의 책방 - 연화 (2004)
- 레터 프럼 더 마운틴 (2002)
- 원더풀 라이프 (1998)
- 쉘 위 댄스 (1996)
- 깊은 강 (1995)
- 마다다요 (1993)
- 시키부 이야기 (1990)
- 남자는 괴로워 24 (1979)
- 화려한 일족 (1974)
- 붉은 수염 (1965)
- 천국과 지옥 (1963)
- 모스라 (1962)
- 오사카 캐슬 스토리 (1961)
- 나쁜 놈일 수록 잘 잔다 (1960)
- 안주코 (1958)
- 밑바닥 (1957)
- 취우 (1956)
- 아이 스레바 코소 (1955)
- 산쇼다유 (1954)
- 치카마츠 이야기 (1954)
- 꿈의 탑 (1953)
- 동경 이야기 (1953)
- 번개 (1952)
- 엄마 (1952)
- 긴자 화장품 (1951)